# روبرت إدواردز (لاعب كرة قدم كندية، مواليد 1974)
روبرت إدواردز (بالإنجليزية: Robert Edwards)‏ هو لاعب كرة قدم أمريكية ولاعب كرة قدم كندية أمريكي، ولد في 2 أكتوبر 1974 في تينيل في الولايات المتحدة.

## وصلات خارجية
- روبرت إدواردز على موقع مرجع كرة القدم المحترفة.كوم (الإنجليزية)